# Acrylate de propyle
L'acrylate de propyle est un composé chimique de formule CH2=CHCOOCH2CH2CH3. C'est l'ester d'acide acrylique CH2=CHCOOH et de n-propanol CH3CH2CH2OH. Il se présente sous la forme d'un liquide incolore soluble dans l'eau. Il tend à polymériser et doit donc être stocké et distribué avec des stabilisants,.
L'acrylate de propyle peut être produit en faisant réagir de l'acide acrylique ou de l'acrylate de méthyle CH2=CHCOOCH3 avec du n-propanol.
Ce composé est utilisé comme monomère pour produire des polymères en émulsion ou en solution pour peintures acryliques.